# SC型潜水艦

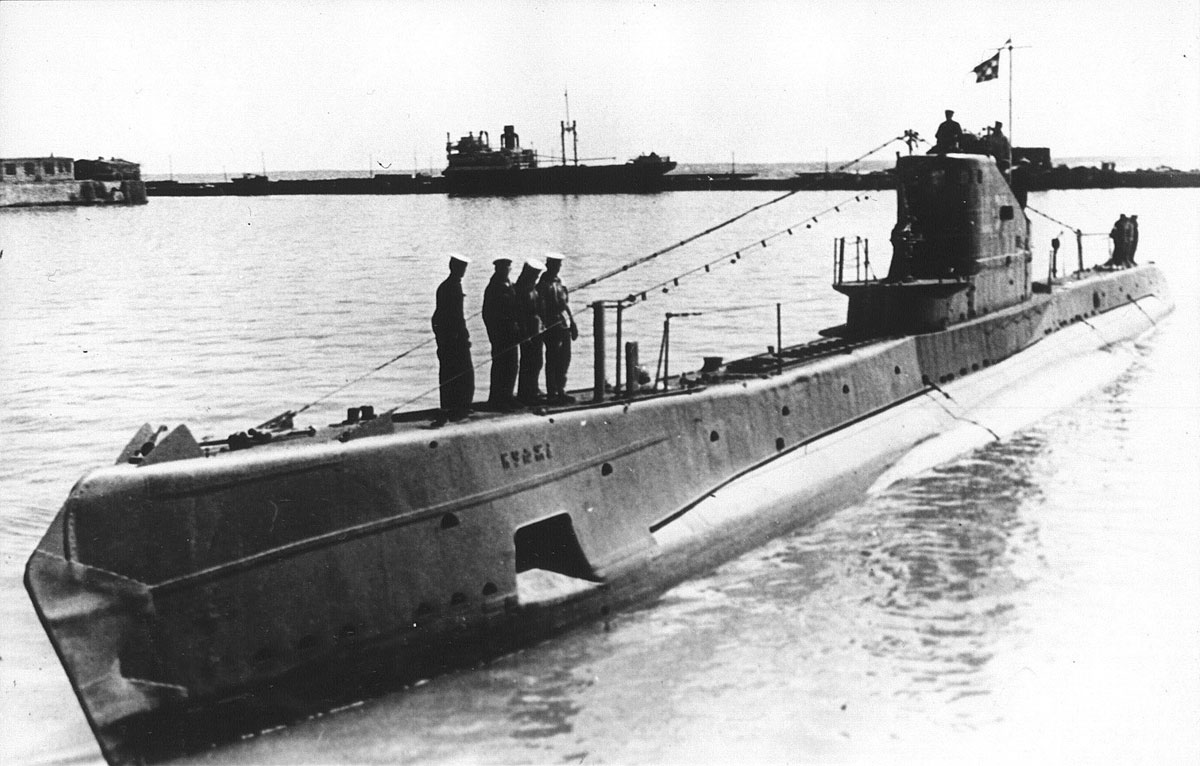

SC型潜水艦(Подводные лодки типа «Щука»)は、ソ連海軍が1930年代から1940年代に運用した潜水艦のクラスである。

## 概要
1930年、革命軍事評議会の決定により開発が行われた。評議会が決定した戦闘教義により、ソ連海軍は自国沿岸防衛を主任務とする沿岸海軍と位置付けられ、沿岸哨戒任務に適した兵力を整備することとなった。
本型の開発担当主任設計者は、以前D型潜水艦、L型潜水艦の設計を担当したマリーニン技師である。本型は排水量600t程度の中型沿岸哨戒潜水艦として計画され、大祖国戦争中のソ連潜水艦隊の中核を担った。
SC型は1932年から1938年にかけて合計86隻建造された。建造中、数回の設計変更が行われ、全部で第3系列～第10系列bisまでの6つの小分類に分かれることとなった。
- 第3系列 - 4隻
- 第5系列 - 12隻
- 第5系列bis - 13隻
- 第5系列bis2 - 14隻
- 第10系列 - 32隻
- 第10系列bis - 11隻

各艦にはЩ(ShCh)番台の識別番号が割り当てられたため、本型はSC型、または第3系列1番艦シチューカの名をとってシチューカ級と呼ばれる。Щ-100番台は太平洋艦隊、Щ-200番台は黒海艦隊、Щ-300番台はバルチック艦隊、Щ-400番台は北方艦隊へと配備された。大戦中、太平洋艦隊以外では配備された潜水艦の60から70%、計35隻が失われ、うち3隻は事故によるものだった。 (7隻はルーマニア海軍の主に機雷によって破壊された),
 残りは1950年代までに退役または中国海軍へ譲渡された。

## 諸元
| 種類       | 哨戒型潜水艦                                                        |
| 基準排水量 | 水上578t、水中705t                                                  |
| 寸法       | 全長57.0m、全幅6.2m、喫水3.8m                                       |
| 速力       | 水上11.6ノット、水中8.5ノット                                       |
| 航続力     | 水上9節4000浬、水中2.5節100浬                                       |
| 可潜深度   | 75m                                                                 |
| 乗組員     | 38-41名                                                             |
| 主機       | ディーゼル発動機2基(1000馬力-1600馬力)、電動機2基(800馬力)、2軸推進 |
| 兵装       | 533mm発射管（艦首4門・艦尾2門）、魚雷10本、45mm二連装機関砲1基      |